# اردوگاه پناهندگان آذراق
اردوگاه پناهندگان آذراق یک منطقهٔ مسکونی در اردن است که در استان زرقاء واقع شده‌است. اردوگاه پناهندگان آذراق ۳۲٬۸۶۶ نفر جمعیت دارد.